# Копти в Єгипті
Копти в Єгипті — християни-копти, які народилися або проживають у Єгипті.

## Демографія
Станом на 2019 рік «загалом вважається, що копти становлять приблизно 10 % населення Єгипту» з приблизною чисельністю населення 9,5 мільйонів (цифра наведена в Wall Street Journal, 2017) або 10 мільйонів (цифра наведена в Associated Press, 2019). Також були наведені менші чи більші цифри в діапазоні «десь між 6 % і 18 % населення» причому єгипетський уряд оцінює менші цифри, а Коптська православна церква оцінює набагато вищі цифри. Відсутність певних надійних демографічних даних робить усі оцінки невизначеними.

### Соціально-економічний огляд
У Єгипті копти мають відносно вищий освітній рівень, відносно вищий індекс добробуту та більшу представництво у білих комірцях, але обмежене представництво в службах безпеки. Більшість демографічних, соціально-економічних показників і показників здоров'я схожі серед коптів і мусульман. Історично багато коптів були бухгалтерами, і в 1961 році християни-копти володіли 51 % єгипетських банків. Дослідження Дослідницького центру П'ю про релігію та освіту в усьому світі в 2016 році показало, що близько 36 % єгипетських християн отримують вищу освіту у закладах вищої освіти.
За словами вченого Андреа Руг, копти, як правило, належать до освіченого середнього та вищого середнього класу, а за словами вченого Лоїса Фарага, «копти все ще відігравали головну роль в управлінні державними фінансами Єгипту. Їм належало 20 % всього державного капіталу, 45 % державних робочих місць і 45 % державних зарплат». За словами вченого Дж. Д. Пеннінгтона, 45 % лікарів і 60 % фармацевтів Єгипту були християнами.
Кілька коптських бізнесменів та сімей землевласників стали дуже багатими та впливовими, наприклад єгипетська коптська християнська родина Савіріс, яка володіє конгломератом Orascom, що охоплює телекомунікації, будівництво, туризм, промисловість і технології. У 2008 році Форбс оцінив статки родини в 36 мільярдів доларів. За словами вчених Марістелли Боттічіні та Цві Екштайна, копти мають відносно вищий рівень освіти та відносно вищий індекс багатства через те, що коптське християнство наголошує на грамотності та що коптське християнство заохочує накопичення людського капіталу.

## Історія
Історик ранньої церкви Євсевій стверджує у своїй Хроніці, що апостол Марк прибув до Єгипту на третій рік правління імператора Клавдія (43 р. н. е.), поклавши початок християнству в Єгипті. До 641 року нашої ери арабські війська захоплюють Єгипет, що ознаменувало початок арабо-мусульманського періоду в Єгипті.

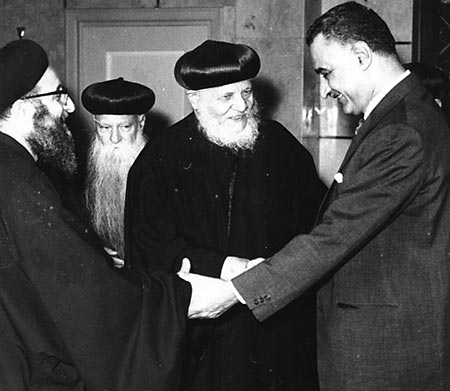
Президент Насер вітає делегацію коптських єпископів (1965)

Під мусульманським правлінням копти були відрізані від основної течії християнства та були змушені дотримуватися пакту Умара, таким чином отримавши статус зіммії. Їхнє становище різко покращилося за правління Мухаммеда Алі на початку ХІХ століття. Він скасував джизію (податок з немусульман) і дозволив коптам записуватися до армії. Папа Кирило IV, 1854–61, реформував церкву та заохочував ширшу участь коптів у єгипетських справах. Хедив Ісмаїл-паша, який перебував при владі з 1863 по 1879 рік, ще більше сприяв коптам. Він призначив їх суддями до єгипетських судів і нагородив їх політичними правами та представництвом в уряді. Вони процвітали в бізнесі.
Деякі копти брали участь у національному русі Єгипту за незалежність і займали багато впливових посад. Два значних культурних досягнення включають заснування Коптського музею в 1910 році та Вищого інституту коптських досліджень у 1954 році. Серед видатних коптських мислителів цього періоду були Салама Мусса, Луїс Авад і генеральний секретар партії Вафд Макрам Ебейд.
У 1952 році Гамаль Абдель Насер на чолі деяких армійських офіцерів здійснив державний переворот проти короля Фарука, який повалив Єгипетське королівство та встановив республіку. Основною політикою Насера був панарабський націоналізм і соціалізм. Копти серйозно постраждали від політики націоналізації Насера, хоча вони становили приблизно 10–20 % населення. Крім того, панарабська політика Насера підірвала сильну прив'язаність коптів до їхньої єгипетської доарабської і, звичайно, неарабської ідентичності, що призвело до затримки дозволів на будівництво церков, а також до закриття християнських релігійних судів.

### Фараонство
Багато коптських інтелектуалів дотримуються «фараонізму», який стверджує, що коптська культура в основному походить від дохристиянської єгипетської культури фараонів. Це дає коптам право на глибоку спадщину єгипетської історії та культури. Фараонізм був широко поширений коптськими та мусульманськими вченими на початку ХХ століття, і це допомогло подолати розкол між цими групами. Однак деякі західні вчені сьогодні стверджують, що фараонізм був пізнім розвитком, сформованим переважно орієнталізмом, і сумніваються в його достовірності.

## Переслідування та дискримінація в Єгипті
Релігійна свобода в Єгипті різною мірою перешкоджає дискримінаційній та обмежувальній державній політиці. Християни-копти, які є найбільшою релігійною меншиною в Єгипті, також зазнають негативного впливу. Після державного перевороту 1952 року під керівництвом Гамаля Абделя Насера копти зіткнулися з дедалі більшою маргіналізацією. Донедавна навіть на дрібні ремонти в церквах християнам вимагали отримати дозвіл президента. Хоча в 2005 році закон було пом'якшено, передавши повноваження затвердження губернаторам, копти продовжують стикатися з багатьма перешкодами та обмеженнями у будівництві нових церков. Ці обмеження не поширюються на будівництво мечетей.
Коптська спільнота стала мішенню злочинів на ґрунті ненависті з боку ісламських екстремістів. Найбільш значущим був напад у 2000—2001 роках на Ель-Коше, під час якого мусульмани та християни брали участь у кривавих міжрелігійних зіткненнях після суперечки між мусульманином і християнином. «Двадцять християн і один мусульманин були вбиті після того, як спалахнуло насильство в місті Ель-Коше, 440 кілометрів (270 миля) на південь від Каїра». International Christian Concern повідомила, що в лютому 2001 року мусульмани спалили нову єгипетську церкву та будинки 35 християн, а в квітні 2001 року 14-річну християнку з Єгипту було викрадено через те, що її батьки, як вважалося, приховували людину, яка мала перейшов з ісламу в християнство.
2006 року одна людина напала на три церкви в Александрії, убивши одну людину та поранивши 5–16. Зловмисник не був пов'язаний з жодною організацією і названий Міністерством внутрішніх справ «психологічно хворим». У травні 2010 року Волл-стріт джорнел повідомила про зростання хвиль нападів мусульман на коптів. Незважаючи на несамовиті заклики про допомогу, поліція зазвичай прибувала після того, як насильство завершувалося. Поліція також змусила коптів погодитися на «примирення» зі своїми нападниками, щоб уникнути судового переслідування, при цьому жоден мусульман не був засуджений за жодні з нападів. У Марса Матру натовп бедуїнів із 3000 мусульман намагався напасти на коптське населення міста, причому 400 коптам довелося забарикадуватися у своїй церкві, а натовп зруйнував 18 будинків, 23 магазини та 16 автомобілів.

Про це зазначив журналіст Джон Р. Бредлі, який писав приблизно у 2008 році
«… інші давні скарги коптів стосуються недостатнього представництва християн у поліції, судовій системі, збройних силах, на державній службі, в уряді та системі освіти. Існує також фактична заборона на доступ до контрольованого державою радіо і телебачення. Одним з часто згадуваних прикладів офіційної дискримінації є закон, який до недавнього часу вимагав особистого схвалення президента для проведення навіть простих церковних ремонтів, таких як ремонт туалету, і який звинувачували в затримці більш ніж на десять років у видачі дозволів на будівництво церков. Мубарак пом'якшив закон у 2005 році, делегувавши таку відповідальність місцевим губернаторам».
Члени Конгресу США висловили стурбованість «торгівлею людьми» коптських жінок і дівчат, які стали жертвами викрадень, примусового звернення в іслам, сексуальної експлуатації та примусового шлюбу з мусульманами.
Бутрос Бутрос-Галі був коптом, який працював міністром закордонних справ Єгипту при президенті Анварі Садаті. Під час режиму Мубарака в урядовому кабінеті Єгипту було двоє коптів: міністр фінансів Юсеф Бутрос Галі та міністр охорони навколишнього середовища Магуед Джордж. Був також один коптський губернатор з 25, губернатор верхнього Єгипту Кена, і перший коптський губернатор за кілька десятиліть. Крім того, Нагіб Савіріс, надзвичайно успішний бізнесмен, є коптом, який жив у Єгипті в ту епоху. У 2002 році за уряду Мубарака коптське Різдво (7 січня) було визнано офіційним святом. Проте багато коптів продовжують скаржитися на те, що вони мінімально представлені в правоохоронних органах, державній безпеці та на державних посадах, а також на дискримінацію серед робочої сили на основі їхньої релігії.
Копти не представлені та маргіналізовані в єгипетській політиці, бюрократії та суспільстві. Меншини під загрозою повідомляють, що в країні немає християнських губернаторів, ректорів університетів чи деканів. Офіційна та неофіційна дискримінація коптів має місце в таких формах, як погана освіта та судова система, насильство з боку ісламських бойовиків та обмеження релігійної діяльності та самовираження.
Хоча свобода релігії гарантується конституцією Єгипту, за даними Human Rights Watch, «єгиптяни можуть прийняти іслам, як правило, без труднощів, але мусульмани, які прийняли християнство, стикаються з труднощами в отриманні нових документів, що посвідчують особу, і деяких було заарештовано за ймовірну підробку такі документи». Коптська громада, однак, докладає зусиль, щоб запобігти переходу з християнства в іслам через легкість, з якою християни часто можуть стати мусульманами. Державні чиновники, будучи самі консервативними, посилюють складність юридичних процедур, необхідних для визнання зміни релігії, як того вимагає закон. Служби безпеки іноді стверджують, що такі переходи з ісламу на християнство (а іноді й навпаки) можуть спровокувати соціальні заворушення і тим самим виправдати себе у неправомірному затриманні, наполягаючи на тому, що вони просто вживають заходів для запобігання ймовірним соціальним заворушенням. У 2007 році адміністративний суд Каїра відмовив 45 громадянам у праві отримати документи, що посвідчують особу, що засвідчує їх повернення до християнства після навернення в іслам. Однак у лютому 2008 року Вищий адміністративний суд скасував це рішення, дозволивши 12 громадянам, які повернулися до християнства, повторно вказати свою релігію в посвідченні особи, але вони вкажуть, що вони прийняли іслам на короткий період часу.
За даними єгипетського перепису 1897 року, відсоток немусульман у міських провінціях становив 14,7 % (13,2 % християн, 1,4 % іудеїв). За даними перепису населення Єгипту 1986 року, відсоток немусульман у міських провінціях становив 6,1 % (5,7 % християн, 0 % євреїв). Зменшення єврейського представництва пояснюється створенням держави Ізраїль і подальшою еміграцією єгипетських євреїв. Зменшення на 55 % частки християн в Єгипті не має жодного пояснення. Існує припущення, що переписи населення Єгипту, проведені після 1952 року, були політизованими і занижували частку християнського населення.
У серпні 2013 року, після перевороту 3 липня 2013 року та зіткнень між військовими та прихильниками Мурсі, відбулися широкомасштабні напади на коптські церкви та установи в Єгипті з боку прихильників Мурсі. За словами принаймні одного єгипетського вченого (Самуеля Тадроса), ці напади є найгіршим актом насильства проти коптської церкви з XIV століття.
USA Today повідомила, що «сорок церков було пограбовано та підпалено, а ще 23 зазнали нападу та серйозно пошкоджені». За словами журналістки Кірстен Пауерс, сторінка Партії свободи і справедливості «Братів-мусульман» у Facebook була «насичена фальшивими звинуваченнями, спрямованими на розпалювання ненависті до коптів». На сторінці партії стверджувалося, що Коптська церква оголосила «війну ісламу та мусульманам» і що «Папа Римський причетний до усунення першого обраного президента-ісламіста. Папа Церкви стверджує, що ісламський шаріат є відсталим, упертим, і реакційний». 15 серпня дев'ять єгипетських правозахисних груп під егідою групи «Єгипетська ініціатива за особисті права» оприлюднили заяву, в якій йдеться:
«У грудні… лідери Братства почали розпалювати антихристиянську міжконфесійну ворожнечу. Антикоптичні підбурювання і погрози не припинялися аж до демонстрацій 30 червня, а після усунення президента Мурсі … переросли в насильство на релігійному ґрунті, яке було санкціоноване … постійною антикоптичною риторикою, що лунала з вуст лідерів групи на сцені … протягом усього сидячого страйку».

## Події, пов'язані з коптами
Єгипетський суд 25 лютого 2016 року засудив чотирьох коптських підлітків-християн за неповагу до ісламу після того, як вони знялися у відео, яке висміює мусульманські молитви.
Майже всі єгипетські християни сьогодні є коптами, прихильниками Коптської православної церкви або інших коптських церков.

## Відомі копти в Єгипті
- Юсеф Вахба-паша
- Бутрос Галі
- Бутрос Бутрос Галі
- Юсеф Бутрос Галі
- Хані Рамзі
- Нагіб Савіріс
- Мунір Фахрі Абдель Нур